# لالی‌پاپ چینسا
لالی‌پاپ چینسا (به انگلیسی: Lollipop Chainsaw) یا اره برقی آبنبات چوبی یک بازی ویدئویی تولید شده توسط گرس‌هاپر منیوفکچر در سبک‌های بازی اکشن-ماجراجویی و هک اند اسلش می‌باشد. این بازی در ژاپن توسط کادوکاوا گیمز و به‌طور بین‌المللی توسط سرگرمی تعاملی برادران وارنر منتشر گردیده‌‎است.
لالی‌پاپ چینسا در ژوئن سال ۲۰۱۲ برای پلی‌استیشن ۳ و ایکس‌باکس ۳۶۰ منتشر گردید و از سوی منتقدان نقدهای گوناگونی دریافت نمود و تا ژوئن سال ۲۰۲۴ بیش از ۱٫۲۴ میلیون نسخه فروش داشت.
نسخهٔ بازسازی‌شده بازی تحت نام لالی‌پاپ چینسا ری‌پاپ در سپتامبر سال ۲۰۲۴ برای نینتندو سوئیچ، پلی‌استیشن ۵، ویندوز، ایکس‌باکس سری اکس/اس منتشر گردید؛ و نسخه‌های پلی‌استیشن ۴ و ایکس‌باکس وان در نوامبر منتشر خواهند شد.